# Junge Welt-Pokal 1987/88
Der Junge Welt-Pokal 1987/88 war die 40. Auflage des höchsten Fußball-Pokalwettbewerbs der Altersklasse 17/18 auf dem Gebiet der DDR, der vom DFV durchgeführt wurde. Er begann am 31. Oktober 1987 mit der Hauptrunde und endete am 5. Juni 1988 mit dem Sieg vom 1. FC Lokomotive Leipzig (Pokalsieger 1971, 1974 und 1975), der im Finale gegen die SG Dynamo Dresden gewann.

## Teilnehmende Mannschaften
Am Junge Welt-Pokal der Junioren für die Altersklasse (AK) 17/18 nahmen die Pokalsieger aus der Saison 1986/87 der 15 Bezirke auf dem Gebiet der DDR, die 14 Mannschaften der Juniorenoberliga aus der aktuellen Saison 1987/88 und die zwei Absteiger aus der Vorsaison 1986/87 teil. Spielberechtigt waren Spieler bis zum 18. Lebensjahr (Stichtag: 1. Juni 1969).
Für den Junge Welt-Pokal qualifizierten sich neben den Mannschaften der Juniorenoberliga, folgende fünfzehn Bezirkspokalsieger bzw. dessen Vertreter:
| Juniorenoberliga | Bezirkspokalvertreter | Bezirkspokalvertreter | Bezirkspokalvertreter |
| --- | --- | --- | --- |
| Saison 1987/88 - Berliner FC Dynamo (TV) - SG Dynamo Dresden - 1. FC Union Berlin - 1. FC Lokomotive Leipzig - FC Rot-Weiß Erfurt - FC Vorwärts Frankfurt/O. - FC Karl-Marx-Stadt - FC Carl Zeiss Jena - 1. FC Magdeburg - BSG Stahl Riesa - BSG Stahl Brandenburg - BSG Wismut Aue - F.C. Hansa Rostock - Hallescher FC Chemie Saison 1986/87 - BSG Energie Cottbus - BSG Fortschritt Bischofswerda (TV) – Titelverteidiger | - Bezirk Rostock Hansa Rostock mittlerweile in der Juniorenoberliga - Bezirk Schwerin SG Dynamo Schwerin - Bezirk Neubrandenburg BSG Lok/Armaturen Prenzlau - Bezirk Potsdam BSG Motor Babelsberg - Ost-Berlin 1. FC Union Berlin II | - Bezirk Frankfurt (Oder) BSG Stahl Eisenhüttenstadt - Bezirk Magdeburg BSG Lokomotive Stendal - Bezirk Halle HFC Chemie mittlerweile in der Juniorenoberliga - Bezirk Leipzig BSG Motor Stötteritz - Bezirk Cottbus BSG Aktivist Brieske-Senftenberg | - Bezirk Dresden BSG Wismut Pirna-Copitz - Bezirk Karl-Marx-Stadt BSG Sachsenring Zwickau - Bezirk Erfurt BSG Motor Nordhausen - Bezirk Gera BSG Wismut Gera - Bezirk Suhl BSG Kali Werra Tiefenort |

## Modus
Der Pokalwettbewerb wurde von der Hauptrunde bis zum Finale im K.-o.-System durchgeführt und jeweils nach möglichst territorialen Gesichtspunkten ausgelost. In den ersten zwei Runden hatten die unterklassigen Mannschaften Heimvorteil. Das Finale wurde auf neutralem Platz ausgetragen.

## Hauptrunde
| Datum                 |                                  | Ergebnis              |                               |
| --------------------- | -------------------------------- | --------------------- | ----------------------------- |
| Sa 31.10., 13:00 Uhr  | 1. FC Union Berlin II            | 3:0                   | BSG Energie Cottbus           |
| Sa 31.10., 13:00 Uhr  | BSG Aktivist Brieske-Senftenberg | 2:2 n. V. (3:5 i. E.) | BSG Stahl Riesa               |
| Sa 31.10., 13:00 Uhr  | BSG Wismut Pirna-Copitz          | 00:11                 | FC Karl-Marx-Stadt            |
| Sa 31.10., 13:00 Uhr  | BSG Motor Nordhausen             | 4:0                   | BSG Kali Werra Tiefenort      |
| Mi .18.11., 13:00 Uhr | BSG Stahl Eisenhüttenstadt       | 0:2                   | SG Dynamo Dresden             |
| Sa 31.10., 13:00 Uhr  | BSG Wismut Gera                  | 1:0                   | BSG Fortschritt Bischofswerda |
| Sa 31.10., 13:00 Uhr  | Hallescher FC Chemie             | 1:3                   | 1. FC Magdeburg               |
| Sa 31.10., 10:30 Uhr  | BSG Sachsenring Zwickau          | 0:0 n. V. (3:4 i. E.) | FC Carl Zeiss Jena            |
| Sa 31.10., 13:00 Uhr  | BSG Motor Stötteritz             | 0:4                   | FC Rot-Weiß Erfurt            |
| Sa 31.10., 13:00 Uhr  | BSG Lok/Armaturen Prenzlau       | 0:5                   | 1. FC Union Berlin            |
| Sa 31.10., 13:00 Uhr  | BSG Motor Babelsberg             | 4:0                   | BSG Lokomotive Stendal        |
| Sa 31.10., 13:00 Uhr  | F.C. Hansa Rostock               | 3:0                   | BSG Stahl Brandenburg         |
| Sa 31.10., 10:30 Uhr  | SG Dynamo Schwerin               | 0:3                   | FC Vorwärts Frankfurt/O.      |

Durch ein Freilos zogen der Berliner FC Dynamo, der 1. FC Lokomotive Leipzig und die BSG Wismut Aue direkt in das Achtelfinale ein.

## Achtelfinale
| Datum                |                          | Ergebnis  |                          |
| -------------------- | ------------------------ | --------- | ------------------------ |
| Sa 28.11., 10:00 Uhr | 1. FC Union Berlin II    | 0:2       | 1. FC Magdeburg          |
| Sa 28.11., 10:00 Uhr | BSG Wismut Gera          | 2:0       | BSG Stahl Riesa          |
| Sa 28.11., 10:00 Uhr | 1. FC Lokomotive Leipzig | 1:0       | 1. FC Union Berlin       |
| Sa 28.11., 10:00 Uhr | BSG Wismut Aue           | 3:2       | FC Rot-Weiß Erfurt       |
| Sa 28.11., 10:00 Uhr | F.C. Hansa Rostock       | 2:1 n. V. | Berliner FC Dynamo       |
| Sa 28.11., 10:00 Uhr | FC Karl-Marx-Stadt       | 2:1       | FC Carl Zeiss Jena       |
| Sa 28.11., 10:00 Uhr | BSG Motor Babelsberg     | 0:4       | FC Vorwärts Frankfurt/O. |
| Sa 28.11., 12:30 Uhr | BSG Motor Nordhausen     | 0:5       | SG Dynamo Dresden        |

## Viertelfinale
| Datum                |                          | Ergebnis  |                          |
| -------------------- | ------------------------ | --------- | ------------------------ |
| Sa 09.04., 13:00 Uhr | SG Dynamo Dresden        | 5:1       | BSG Wismut Aue           |
| Sa 09.04., 13:00 Uhr | 1. FC Lokomotive Leipzig | 2:1       | FC Karl-Marx-Stadt       |
| Sa 09.04., 13:00 Uhr | 1. FC Magdeburg          | 4:1 n. V. | F.C. Hansa Rostock       |
| Sa 09.04., 13:00 Uhr | BSG Wismut Gera          | 6:2       | FC Vorwärts Frankfurt/O. |

## Halbfinale
| Datum                |                          | Ergebnis  |                   |
| -------------------- | ------------------------ | --------- | ----------------- |
| Sa 30.04., 13:00 Uhr | 1. FC Lokomotive Leipzig | 7:1       | BSG Wismut Gera   |
| Sa 30.04., 13:00 Uhr | 1. FC Magdeburg          | 2:3 n. V. | SG Dynamo Dresden |

## Finale
| Paarung                  | 1. FC Lokomotive Leipzig – SG Dynamo Dresden |
| Ergebnis                 | 1:0 n. V. |
| Datum                    | Sonntag, 5. Juni 1988 um 14.30 Uhr |
| Stadion                  | Müritz-Stadion, Waren (Müritz) |
| Zuschauer                | 1100 |
| Schiedsrichter           | Reinhard Purz (Ost-Berlin) |
| Tore                     | 1:0 Geppert (114.) |
| 1. FC Lokomotive Leipzig | René Koslowski – Rico Pellmann – Thomas Winkler, Jens Härtel , Robby Welz (98. Braun) – Mike Geppert, Stefan Marx, Jens Wiedemann – Mike Mönicke (108. Torsten Winkler), Jürgen Rische, Ronny Herder Cheftrainer: Bernd Kirsche / Peter Nauert                                     |
| SG Dynamo Dresden        | Frank Schulze – Mario Kern – Nico Däbritz (57. Michael Buchheim), Frank Zücker, Sven Herrmann (66. Uwe Stolze) – Matthias Maucksch, Sven Kmetsch (112. Thomas Rettig), Thomas Benedix – Uwe Kühnel, Carsten Wittiber, Rocco Milde Cheftrainer: Hans-Jürgen Dörner / Hartmut Schade |
| Gelbe Karten             | keine – Kern, Zücker, Maucksch, Milde |
| Platzverweise            | keine – Kern (89.) |